# Benzo(a)piren
Titlul corect al articolului este Benzo[a]piren. Forma corectă nu apare din cauza unor restricții tehnice.
Benzo[a]pirenul este o hidrocarbură aromatică policiclică cu formula chimică C20H12. Este produsul combustiei incomplete a materiei organice, la temperaturi de 300-600 °C, și se regăsește în gudronul de cărbune, în fumul de țigară și în unele alimente (precum carnea la grătar). Din punct de vedere chimic, este format prin condensarea nucleului benzenic cu structura pirenului. Este un compus carcinogen de grupa 1 IARC, deoarece se metabolizează la un epoxid care se leagă de ADN în organism.